# Ede-Zuid

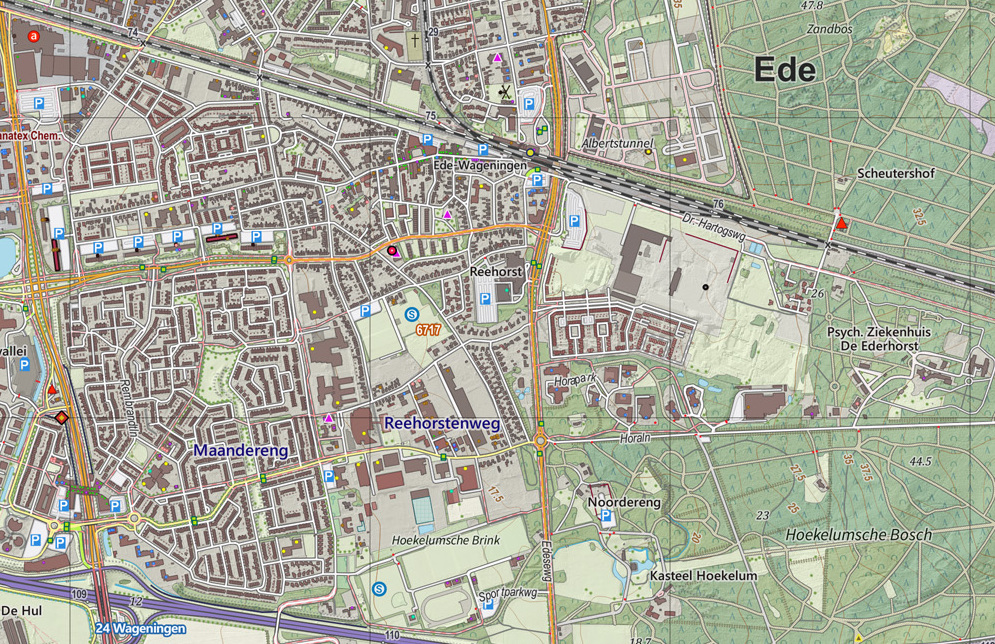
Ede-Zuid en Maandereng (2014)

Met Ede-Zuid wordt het gedeelte van de Gelderse plaats Ede bedoeld dat ligt ten zuiden van de spoorlijn Utrecht - Arnhem, met uitzondering van de wijken Maandereng en Rietkampen. In Ede-Zuid wonen 12.345 mensen per 1 januari 2022.

## Buurten
Ede Zuid is onderverdeeld in drie buurten:
| Buurt           | Inwoners | Oppervlakte km² |
| --------------- | -------- | --------------- |
| Hoogbouw-Zuid   | 2510     | 0,21            |
| Reehorst        | 3110     | 0,48            |
| Uitvindersbuurt | 1920     | 0,44            |

## Hoogbouw Ede-Zuid
Hiermee worden de flats uit de jaren 70 aangeduid die staan aan de Van der Hagestraat, Willem Marislaan en Nieuwe Maanderbuurtweg.

## Reehorst
Deze buurt is genoemd naar de ontspanningsruimte voor Enka-personeel met de naam Reehorst aan de Bennekomseweg. Tegenwoordig is dit een congrescentrum. Een deel van deze buurt is ontstaan als arbeiderswijk voor het Enka personeel. Een ander gedeelte van deze buurt is bekend onder de naam Oranjepark. De straatnamen in dit gedeelte dragen namen van leden van het koninklijk huis. Dit werd later voortgezet in het Beatrixpark in Ede-West. Ook het sportpark Hoekelumse Eng en de Kenniscampus Ede liggen in deze buurt.
Op de plaats van de Enka-fabriek is een nieuwbouwwijk gerealiseerd, waarin de monumentale panden van de fabriek zijn geïntegreerd.

## Uitvindersbuurt
De straten in deze buurt dragen namen van bekende uitvinders. Dit principe is voortgezet op de naastgelegen industrieterreinen Frankeneng en Heestereng. Deze buurt is oorspronkelijk gebouwd in de jaren 50 en 60, maar is vanaf 2014 vrijwel geheel vernieuwd.

## Voorzieningen
Een belangrijke voorziening in de wijk is het winkel- en horecagebied aan de Parkweg nabij het station Ede-Wageningen. Ook zijn in deze wijk op de zogenaamde Kenniscampus Ede een aantal onderwijsinstellingen gevestigd:
- Christelijke Hogeschool Ede
- ROC A12
- CSG Het Streek
- Aeres

## Galerij

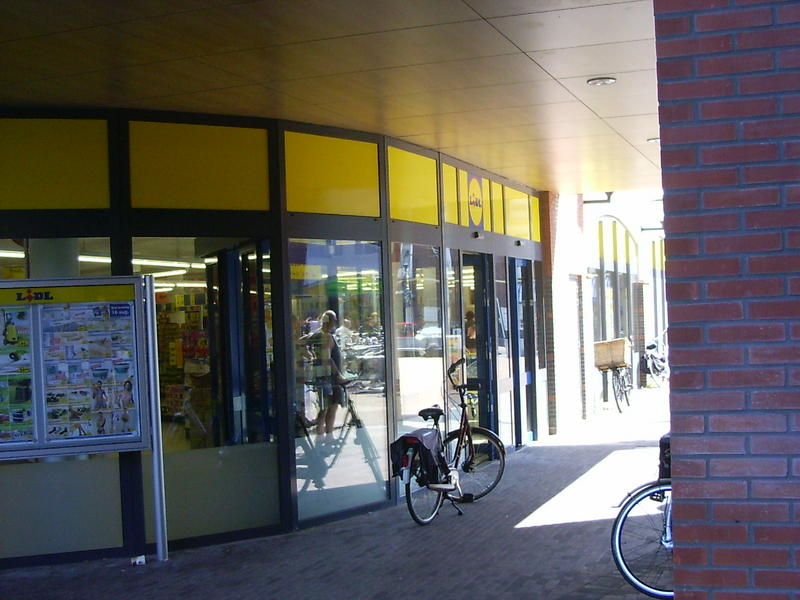
Winkelcentrum Hoog Maanen
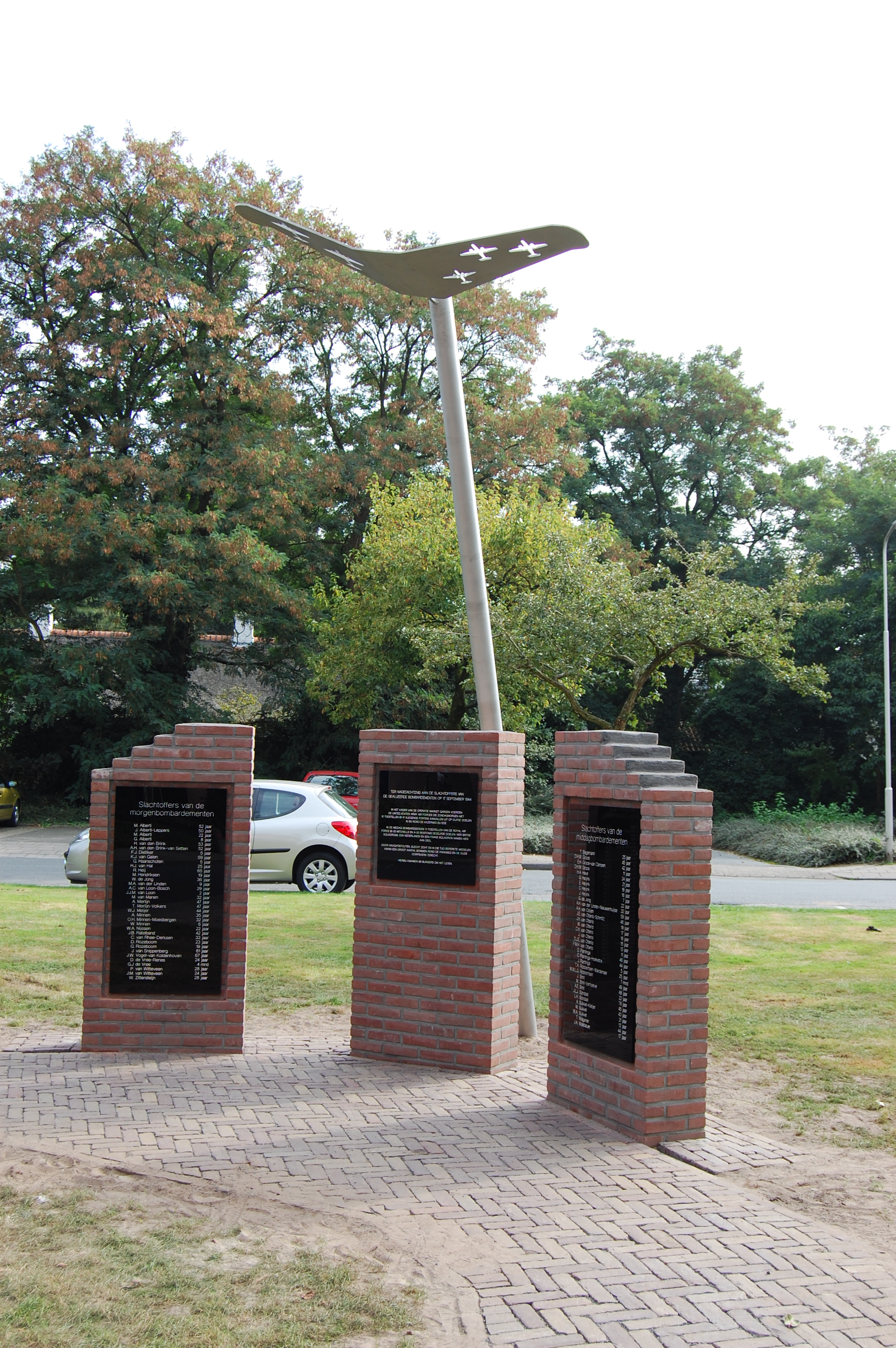
Monument voor bombardementsslachtoffers aan de Parkweg
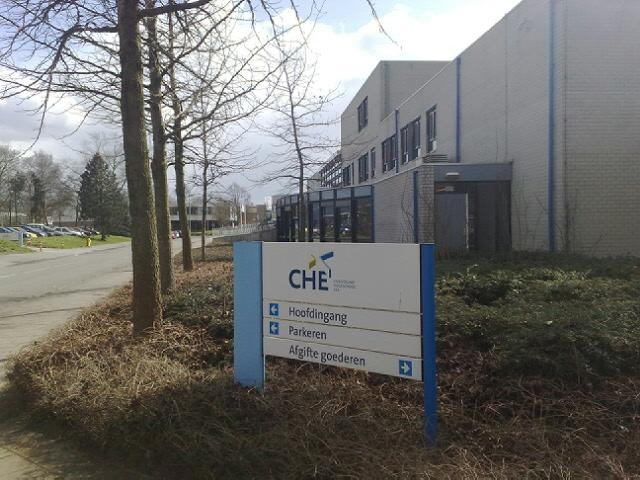
Christelijke Hogeschool Ede
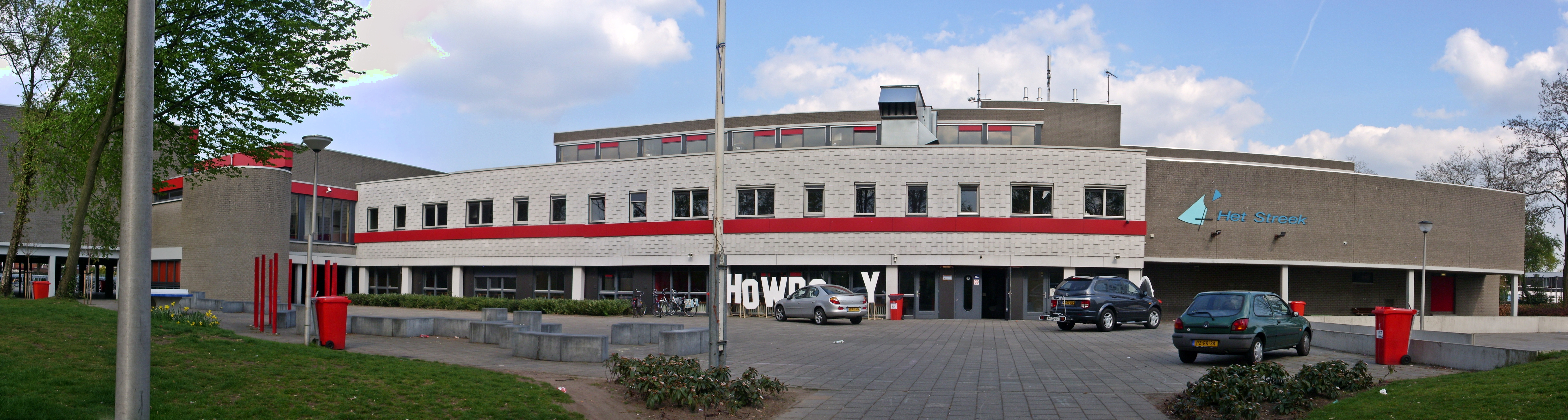
CSG Het Streek
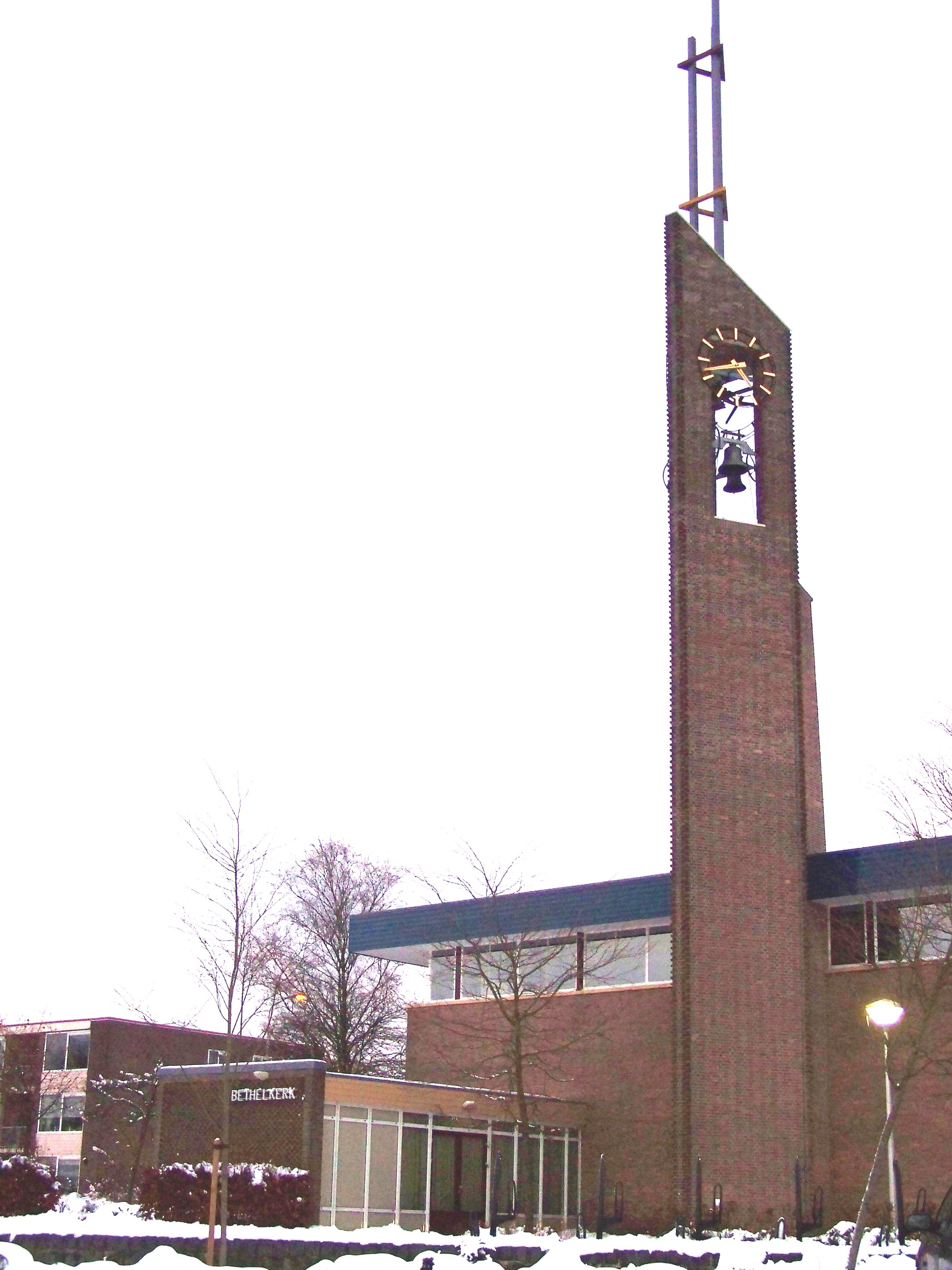
Bethelkerk
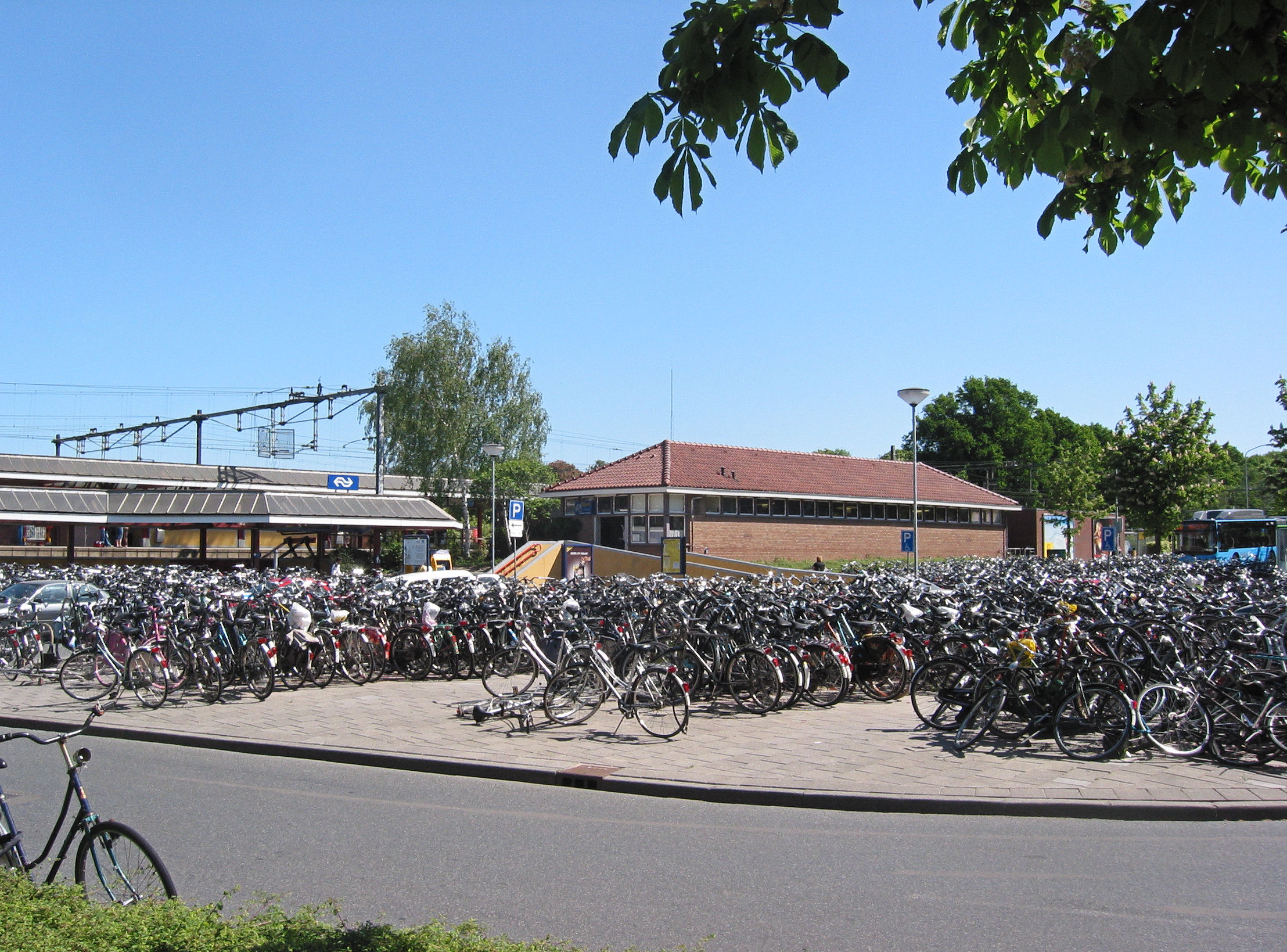
Zuidkant station Ede-Wageningen
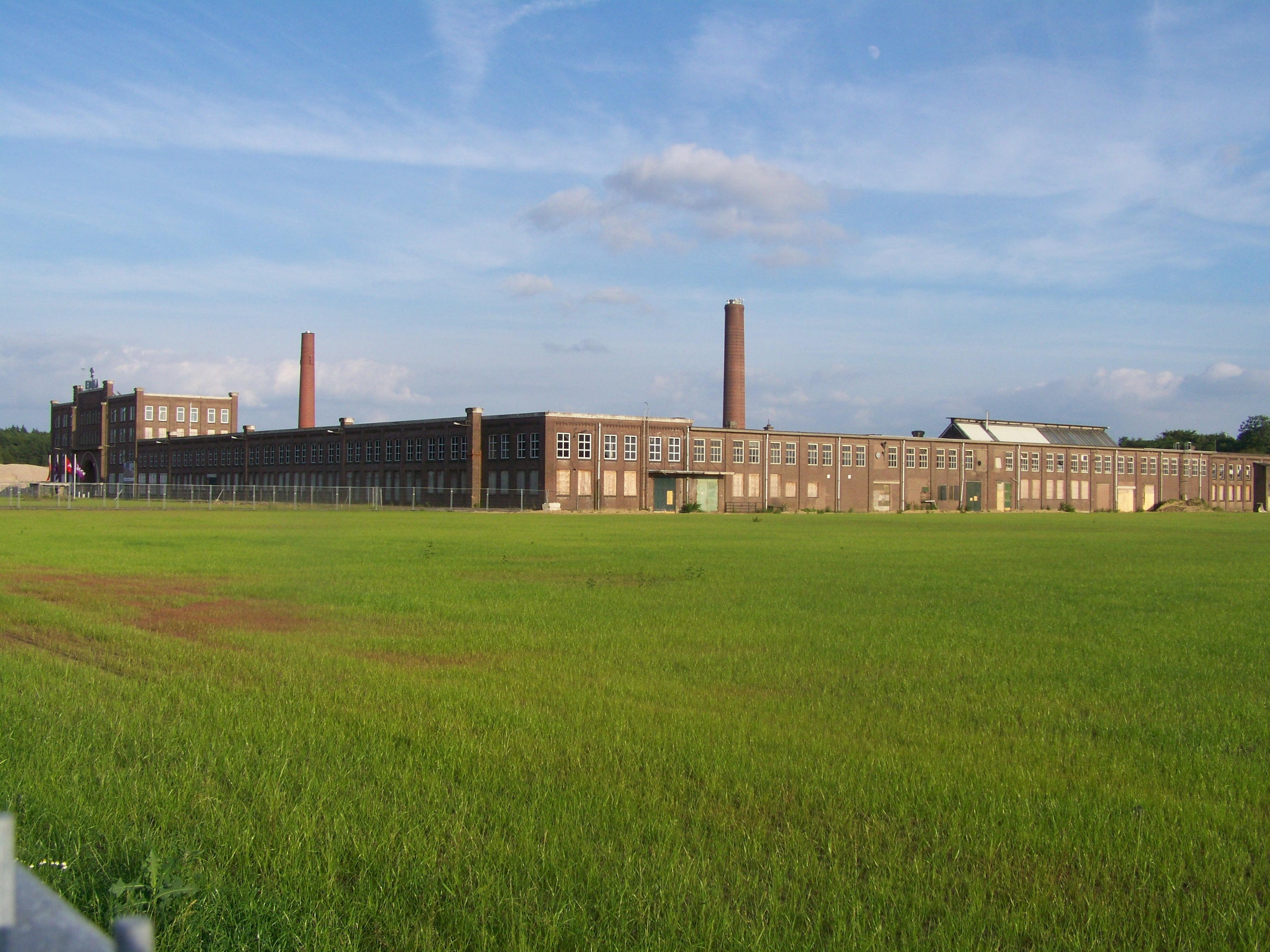
Enka-terrein